# Første fly til Uganda
Første fly til Uganda er en dansk dokumentarfilm fra 1979, der er instrueret af Ib Makwarth.

## Handling
Folkekirkens Nødhjælp sendte i begyndelsen af maj 1979 det første fragtfly med nødforsyninger til en række hospitaler i Uganda. Filmen beretter om de fortvivlede forhold, som prægede landet efter krigen og diktatoren Idi Amins fald. Den besvarer nogle af de klassiske spørgsmål. Er det de rigtige ting der sendes? Når forsyningerne frem? Og er det de mest trængende der får dem?